# Памятник Тарасу Шевченко (Соколов)
Памятник Тарасу Шевченко в Соколове (укр. Пам'ятник Тарасові Шевченку) — бюст украинского поэта Тараса Григорьевича Шевченко в селе Соколов Чортковского района в Тернопольской области.
Памятник монументального искусства местного значения, охранный номер 3001.

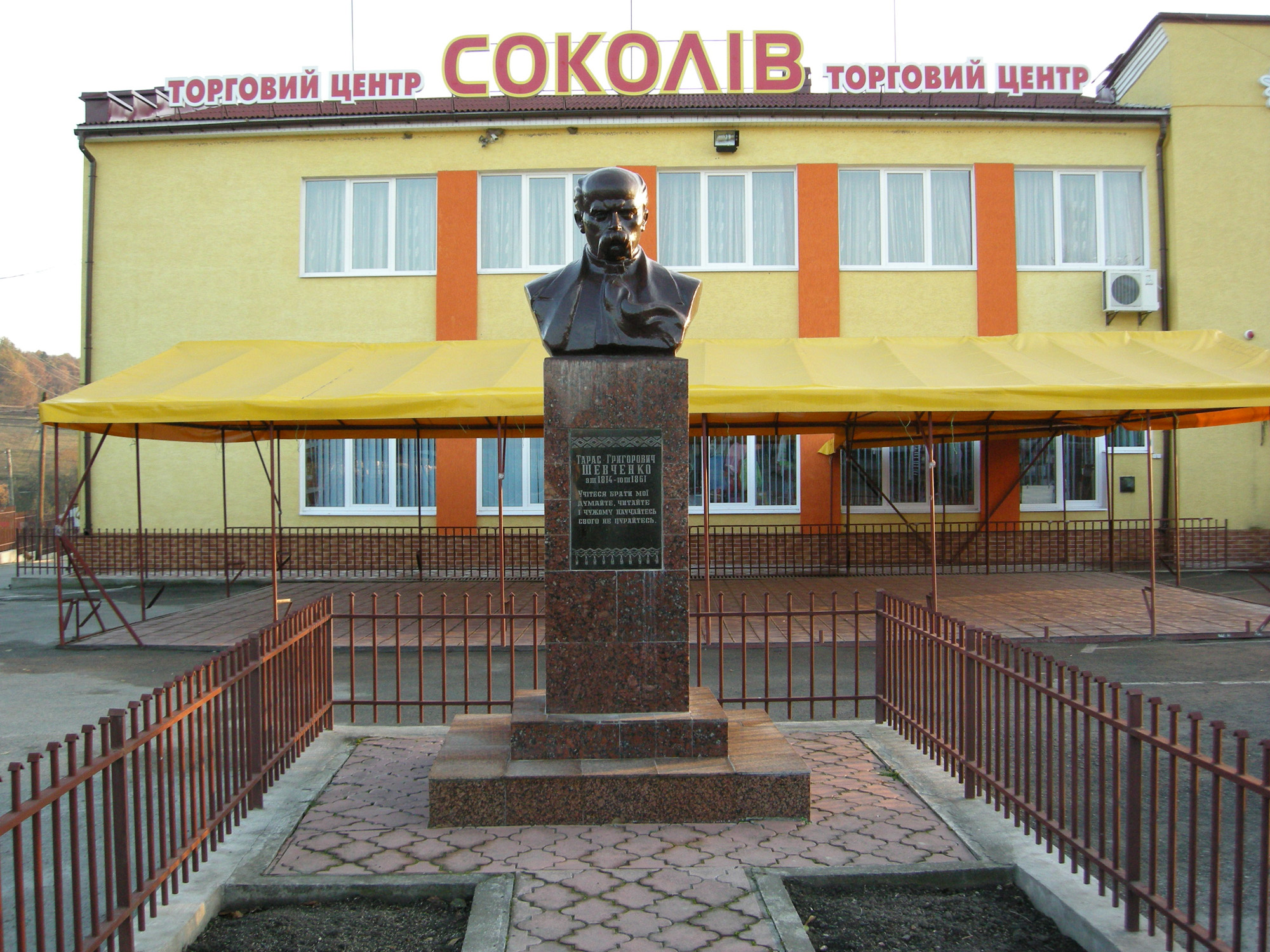
Памятник Тарасу Шевченко

Установлен в 1998 году. Расположен в центре села на развилке дорог Бучач — Золотой Поток и Бучач — Скоморохи. Бюст изготовлен из чеканной меди, высота — 0,85 м, постамент — из гранитной плитки, 2,6 м.
Скульптор — Роман Вильгушинский.
На постаменте выгравированы имя, отчество и фамилия, даты рождения и смерти писателя и цитата из его поэмы «И мертвым, и живым…»:
Учитеся, братья мои!

Думайте, читайте,

И чужому научайтесь,

Своего не чурайтесь.